# Architektura sieci
Architektura sieci – określa sposoby realizacji przekazu informacji pomiędzy urządzeniami końcowymi. Przeważnie organizowana warstwowo.

## Ważniejsze warstwowe architektury sieci
- ISO – OSI (ang. ISO – Open Systems Interconnection)
- TCP/IP (ang. Transmission Control Protocol / Internet Protocol)
- SNA (ang. Systems Network Architecture) firmy IBM
- DNA (ang. Digital Network Architecture) firmy DEC

Architektury różnią się między sobą głównie liczbą warstw, sposobami ich realizacji oraz zasadami nawiązywania połączenia między stacjami.
Pojęcie "architektura sieci" bywa mylone ze "strukturą sieci".